# Branko Kerman
Branko Kerman [Bránko Kérman], slovenski arheolog, kustos in muzejski svetnik, * 26. julij 1963, Murska Sobota.
Branko Kerman se raziskovalno ukvarja z zgodnjesrednjeveško in srednjeveško poselitvijo Prekmurja v odnosu do panonskega in jugovzhodnoalpskega prostora. Raziskuje tudi ostala arheološka obdobja od prazgodovine do antike v prekmurskem prostoru. Je začetnik aeroarheologije v Sloveniji, s posnetki iz zraka je diagnosticiral arheološko preteklost pokrajine ob Muri. Z aerofotografijo so sistematično zapisani poselitveni vzorci in posegi v prostor. 

## Življenje in delo
Rodil se je v Murski Soboti, živi v Filovcih v Prekmurju. Osnovno šolo je obiskoval v Bogojini, srednjo šolo pa v Murski Soboti. Po končani maturi se je vpisal na študij arheologije na Filozofski fakulteti v Ljubljani. Diplomiral je leta 1989 z naslovom Avari v Sloveniji? Leto kasneje se je zaposlil v Pokrajinskem muzeju Murska Sobota, istega leta je postal tudi kustos. Od leta 1996 je član mednarodnega združenja Aerial Archaeology Research Group. Leta 2013 je doktoriral na temo Interpretacija zgodovinske poselitve Prekmurja na primeru aerofotografije. Leta 2016 je prejel naziv muzejski svetnik.
Kot vodja je v letih od 2000 do 2018 poleg manjših sondiranj opravil več obsežnih arheoloških zaščitnih izkopavanj v Prekmurju na najdiščih: Kotare-krogi pri Murski Soboti, Kotare-baza pri Murski Soboti, Pod Kotom sever pri Krogu, Grofovsko 2 pri Murski Soboti, Gornje njive 2 pri Dolgi vasi, Pod Grunti-Pince pri Pincah, Kalinovnjek in Krčevine pri Turnišču, Nova tabla II pri Murski Soboti. Kot sovodja je sodeloval tudi pri izkopavanjih najdišča Gornje njive pri Dolgi vasi in Mačkovci. Rezultate arheoloških raziskav redno predstavlja na razstavah v Pomurskem muzeju v Murski Soboti.

## Razstave
- Stalna muzejska razstava (zgodnji in srednji vek), 1997 – soavtor
- Neznano Prekmurje: Zapisi preteklosti krajine iz zraka, 2002
- Tü mo: Slovanska poselitev Prekmurja, 2011
- Moč gline: Figuralna plastika in drugi kultni predmeti iz bakrene dobe v Prekmurju, 2014
- Kelti so tüdi tü: Sledovi keltske poselitve v Prekmurju, 2016
- Rimska cesta v odsevu večnosti: Dvojni rimski grob z najdišča Nova tabla II, 2018

## Nagrade
- 1998: Valvasorjevo priznanje[2] in mednarodno priznanje European Museum Forum za soavtorsko razstavo Stalna muzejska razstava (zgodnji in srednji vek)
- 2012, Priznanje slovenskega arheološkega društva za razstavo Tü mo: Slovanska poselitev Prekmurja